# جون جوزيف أبركرومبي
جون جوزيف أبركرومبي (بالإنجليزية: John Joseph Abercrombie)‏ هو ضابط أمريكي، ولد في 4 مارس 1798 في بالتيمور في الولايات المتحدة، وتوفي في 3 يناير 1877 في روسلين في الولايات المتحدة.